# Dècada del 820

## Esdeveniments
- Naixement de l'àlgebra com a tal i primer tractat de matemàtiques en llengua àrab
- Els sarraïns conquereixen Creta
- Creació del regne de Navarra
- 821 - Independència del Tibet
- 825 - Fundació de la ciutat de Múrcia
- Introducció del cristianisme a Suècia

## Personatges destacats
- Lluís I el Pietós